# 18789 Metzger
18789 Metzger è un asteroide della fascia principale. Scoperto nel 1999, presenta un'orbita caratterizzata da un semiasse maggiore pari a 2,2861615 UA e da un'eccentricità di 0,1915642, inclinata di 3,78137° rispetto all'eclittica.